# 斎藤良輔 (脚本家)
斎藤 良輔（さいとう りょうすけ、1910年10月25日 - 2007年7月31日）は、脚本家。

## 来歴
栃木県生まれ。水戸高等学校(現茨城大学)中退。松竹脚本部研究所をへて松竹脚本部に入社。1937年「風の中の子供」（坪田譲治原作、清水宏監督）、1948年「風の中の牝雞」（小津安二郎）、1948年「鐘の鳴る丘」（菊田一夫原作）、49年「花の素顔」（舟橋聖一原作、渋谷実監督）、50年「てんやわんや」（獅子文六原作、渋谷実）、51年「自由学校」（同）、52年「本日休診」（井伏鱒二原作、渋谷）、53年「やっさもっさ」（同）、54年「日の果て」（梅崎春生原作、山本薩夫監督）、1956年「人妻椿」（小島政二郎原作、原研吉監督）、65年「雪国」（川端康成原作、大庭秀雄監督）などを手がけた。

## 注
1. ↑  脚本家の斎藤良輔さん死去：朝日新聞
2. ↑  『現代日本人名録』